# Naissance en 1116
Naissance
- 1112
- 1113
- 1114
- 1115
- 1116
- 1117
- 1118
- 1119
- 1120

Cette page dresse une liste de personnalités nées au cours de l'année 1116 :
- 19 avril : Richezza de Pologne, reine de Suède et de Finlande.
- 29 août : Philippe de France, roi des Francs associé.

- Daniel de Grammont, troisième abbé de Cambron.
- Bertha de Lorraine, noble allemande.
- Ibn al-Jawzi, savant musulman hanbalite.
- Lý Thần Tông, empereur du Đại Việt (ancêtre du Viêt Nam).
- Roger de Clare (en), noble normand.

date incertaine (vers 1116)
- Ruaidri Ua Conchobair, roi de Connacht puis Ard ri Érenn (Haut-roi d'Irlande).

## Crédit d'auteurs
- Cet article est partiellement ou en totalité issu de l'article intitulé « 1116 » (voir la liste des auteurs).